# Desmodium siamense
Desmodium siamense är en ärtväxtart som först beskrevs av Anton Karl Schindler, och fick sitt nu gällande namn av William Grant Craib. Desmodium siamense ingår i släktet Desmodium och familjen ärtväxter. Inga underarter finns listade i Catalogue of Life.